# لوكاس تورو
لوكاس تورو (بالإسبانية: Lucas Torró)‏ (مواليد 19 يوليو 1994) هو لاعب كرة قدم إسباني يلعب في مركز خط الوسط في نادي أوساسونا.

## روابط خارجية
- لوكاس تورو على موقع الاتحاد الأوربي (الإنجليزية)
- لوكاس تورو على موقع قاعدة بيانات كرة القدم.إي يو (الإنجليزية)
- لوكاس تورو على موقع ليكيب (الفرنسية)
- لوكاس تورو على موقع Soccerway.com (الإنجليزية)
- لوكاس تورو على موقع عالم كرة القدم.نت (الإنجليزية)
- لوكاس تورو على موقع AS.com (الإسبانية)